# Cristian Machado
Cristian Machado (Rio de Janeiro, Brasil, 23 de julho de 1974) é um vocalista brasileiro. Membro fundador e ex vocalista da banda Ill Niño, hoje integra a banda Lions at the Gate junto com Diego Verduzco (Guitarra) e Ahrue Luster (Guitarra). Ele também atuou nos grupos Headclamp e La Familia. Tendo também destaque a sua participação nos álbuns 3 do Soulfly, e The Mourning After do grupo 40 Below Summer.

## Infância
Cristian é filho de um músico e compositor brasileiro, Julinho Tryndade Machado, quem compôs músicas de sucesso do grupo de pagode Raça Negra, mas logo se mudou para Venezuela com sua mãe. Em 1986 mudou-se para Nova Jersey, onde ele passou o resto de sua adolescência. Ele só conheceu seu pai na metade da sua adolescência. Antes disso, acreditava que o seu padrasto era seu pai, descobrindo apenas quando Julinho o contactou revelando o parentesco dos dois. Inicialmente, Cristian não queria contato com ele, porém, hoje em dia eles se comunicam através de e-mails e telefonemas. A música "Unframed" do Ill Niño é sobre quando Cristian conheceu seu pai, aos 19 anos de idade.

## Diversos
Usa o microfone de Dave Williams do Drowning Pool. Eles eram bons amigos e construíram uma forte amizade ao completar a turnê Jägermeister. Após a morte de Dave, sua família entregou o microfone para Cristian. Um sinal de respeito por ele.
Trabalhou com a sua voz na canção Roadrunner United "No More Control" para o álbum The All-Star Sessions, juntamente com Dino Cazares, ex-Fear Factory, entre outros.